# Hemicladus callipus
Hemicladus callipus là một loài bọ cánh cứng trong họ Cerambycidae.